# Godwin Iwelumo
Godwin Iwelumo – nigeryjski piłkarz grający na pozycji napastnika. W swojej karierze grał w reprezentacji Nigerii.

## Kariera klubowa
W swojej karierze piłkarskiej Iwelumo grał w klubie ACB Lagos FC.

## Kariera reprezentacyjna
W 1978 roku Iwelumo został powołany do reprezentacji Nigerii na Puchar Narodów Afryki 1978. W nim był rezerwowym i nie rozegrał żadnego meczu. Z Nigerią zajął 3. miejsce w tym turnieju.